# Tajik Cup 2020
Der Tajik Cup 2020 war die 29. Saison eines Ko-Fußballwettbewerbs in Tadschikistan.  Das Turnier wurde von der Tajikistan Football Federation organisiert. Er begann mit der Vorrunde am 7. Juli 2020 und endete mit dem Finale am 18. Oktober 2020.

## Termine
| Runde         | Datum                                        |
| ------------- | -------------------------------------------- |
| Vorrunde      | 7. Juli 2020 8. Juli 2020                    |
| Achtelfinale  | 1. August 2020 2. August 2020 3. August 2020 |
| Viertelfinale | 13. September 2020 15. September 2020        |
| Halbfinale    | 22. September 2020 23. September 2020        |
| Finale        | 18. Oktober 2020                             |

## Vorrunde
|                   | Ergebnis              |                     |
| ----------------- | --------------------- | ------------------- |
| 7. Juli 2020      |                       |                     |
| Saroykamar Panj   | 0:3                   | FC Panjshir         |
| Ravshan Kulob     | 3:2                   | Hulbuk Vose         |
| Ravshan Zafarobod | 6:1                   | Shohmansur Dushanbe |
| Khayr Vahdat FK   | 2:2 n. V. (0:3 i. E.) | FC Barkchi Hisor    |
| 8. Juli 2020      |                       |                     |
| Khosilot Farkhor  | 1:4                   | FC Mohir            |
| FK Isfara         | 1:5                   | Eskhata Khujand     |

## Achtelfinale
|                   | Ergebnis  |                    |
| ----------------- | --------- | ------------------ |
| 7. Juli 2020      |           |                    |
| FC Dushanbe-83    | 0:1       | Regar TadAZ        |
| FK Fayzkand       | 1:2 n. V. | FC Khatlon         |
| FC Khujand        | 0:3       | Kuktosh Rudaki     |
| Ravshan Kulob     | 3:2 n. V. | FC Panjshir        |
| 8. Juli 2020      |           |                    |
| FC Barkchi Hisor  | 1:2       | FC Lokomotiv-Pamir |
| FK Istaravshan    | 3:1 n. V. | SSKA Pomir         |
| Ravshan Zafarobod | 1:4       | Eskhata Khujand    |
| FC Istiklol       | 11:0      | FC Mohir           |

## Viertelfinale
|                    | Ergebnis              |                |
| ------------------ | --------------------- | -------------- |
| 13. September 2020 |                       |                |
| Ravshan Kulob      | 4:2 n. V.             | FC Istiklol    |
| Eskhata Khujand    | 0:1                   | FC Khatlon     |
| 15. September 2020 |                       |                |
| FK Istaravshan     | 1:1 n. V. (5:4 i. E.) | Kuktosh Rudaki |
| FC Lokomotiv-Pamir | 2:4                   | Regar TadAZ    |

## Halbfinale
|                    | Ergebnis |                |
| ------------------ | -------- | -------------- |
| 22. September 2020 |          |                |
| Ravshan Kulob      | 1:0      | Regar TadAZ    |
| 23. September 2020 |          |                |
| FC Khatlon         | 2:0      | FK Istaravshan |

## Finale
| Paarung  | Ravshan Kulob – FC Khatlon           |
| Ergebnis | 1:0 (0:0)                            |
| Datum    | 18. Oktober 2020                     |
| Stadion  | Pamir-Stadion, Duschanbe             |
| Tore     | 1:0 Daler Shomurodov (67., Elfmeter) |